# Lois Mitchell
Lois Elizabeth Mitchell (nascido em 1939 ou 1940) é uma empresária canadense e filantropa que foi a 18.ª tenente-governadora de Alberta no Canadá. Sua nomeação como tenente-governadora foi feita pelo Governador Geral do Canadá David Lloyd Johnston sobre o conselho constitucional do ex-primeiro-ministro do Canadá Stephen Harper, a partir de 12 de junho de 2015. Foi representante da rainha Elizabeth II do Canadá na província de Alberta. Uma ex-professora e fundadora de uma empresa de consultoria, Mitchell também é uma organizadora de eventos de longa data e voluntária ativa na comunidade de Calgary, juntamente com seu marido, Doug.